# John Spencer (homme politique britannique)
Pour les articles homonymes, voir John Spencer et Spencer.
John Spencer (13 mai 1708 – 19 juin 1746), est un homme politique britannique et l'ancêtre des comtes Spencer.

## Biographie
C'est le plus jeune fils de Charles et de Anne Spencer. En 1732 il succède à son cousin, William Godolphin, marquis de Blandford, comme député pour Woodstock, place qu'il occupe jusqu'en 1746. Il est, avec Thomas Coram, William Hogarth et d'autres, impliqué dans la fondation du Foundling Hospital. 
En janvier 1733, il hérite des propriétés de sa famille paternelle, dans le Bedfordshire, le Northamptonshire (notamment Althorp), le Warwickshire, et de celles de sa grand-mère, Sarah Churchill, y compris Wimbledon Park. Il se marie un mois plus tard, le 14 février 1733, avec Georgina Carolina Carteret, troisième fille de John Carteret. Leur seul enfant est John, qui devient le 1er comte Spencer en 1765. Spencer meurt en 1746 et sa femme se remarie quatre ans plus tard avec William Clavering-Cowper, 2e comte Cowper. Althorp reste la propriété des comtes mais Wimbledon est vendu par le 4e comte Spencer en 1846.